# Nogaiski rajon (Karatschai-Tscherkessien)
Der Nogaiski rajon (russisch Нога́йский райо́н; nogaisch Ногай район; abasinisch НагІвай район; kabardinisch Нэгъуей район, Нэгъуей куей; karatschai-balkarisch Ногъай район; übersetzt „Nogaischer Rajon“) ist ein Rajon der Karatschai-Tscherkessien im südwestlichen Teil von Russland am Nordabhang des Kaukasus.
Verwaltungszentrum ist die rund 20 km nordwestlich der Republikhauptstadt Tscherkessk unweit der Grenze zur Region Stawropol liegende Siedlung (possjolok) Erken-Schachar. Entlang der Nordostgrenze des Rajons fließt der Kuban, durch den Rajon sein linker Nebenfluss Kleiner Selentschuk (Maly Selentschuk).
Der am 12. Oktober 2007 gegründete Rajon ist das Siedlungsgebiet der Nogaier, die namensgebend sind und 76,72 %  der Einwohner stellen. 12,45 % der Bevölkerung bilden die ethnischen Russen (2010). Im Rajon leben zudem auch Abasinen, Karatschaier und Tscherkessen.
Der Rajon umfasst fünf Landgemeinden (selskoje posselenije). Der größte Aul neben dem Rajonzentrum Erken-Schachar ist Ikon-Chalk mit 4353 Einwohnern (2010).